# Варде (Нідерланди)
Варде (нід. Waarde) — село в нідерландській провінції Зеландія. Входить до муніципалітету Реймерсвал.
Його площа становить 10,29 км², а населення станом на 2021 рік складало 1 445 осіб.
Перша згадка про населений пункт датується 1219 роком.
До 1970 року мало статус окремого муніципалітету.

## Галерея

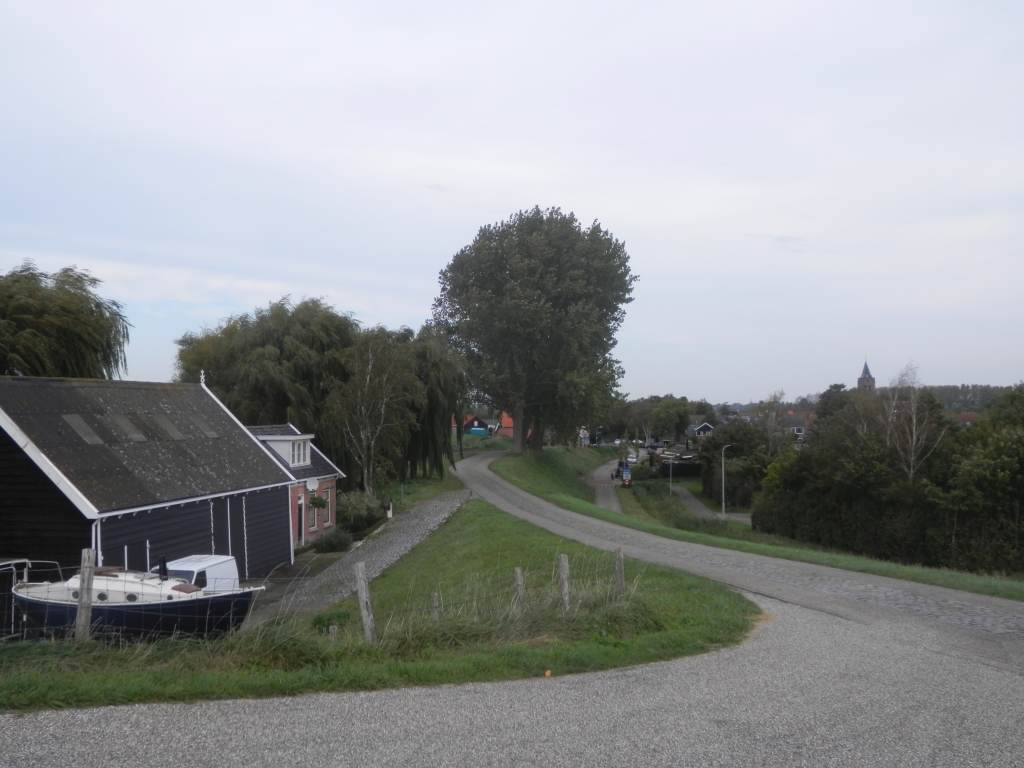
Вид на Варде
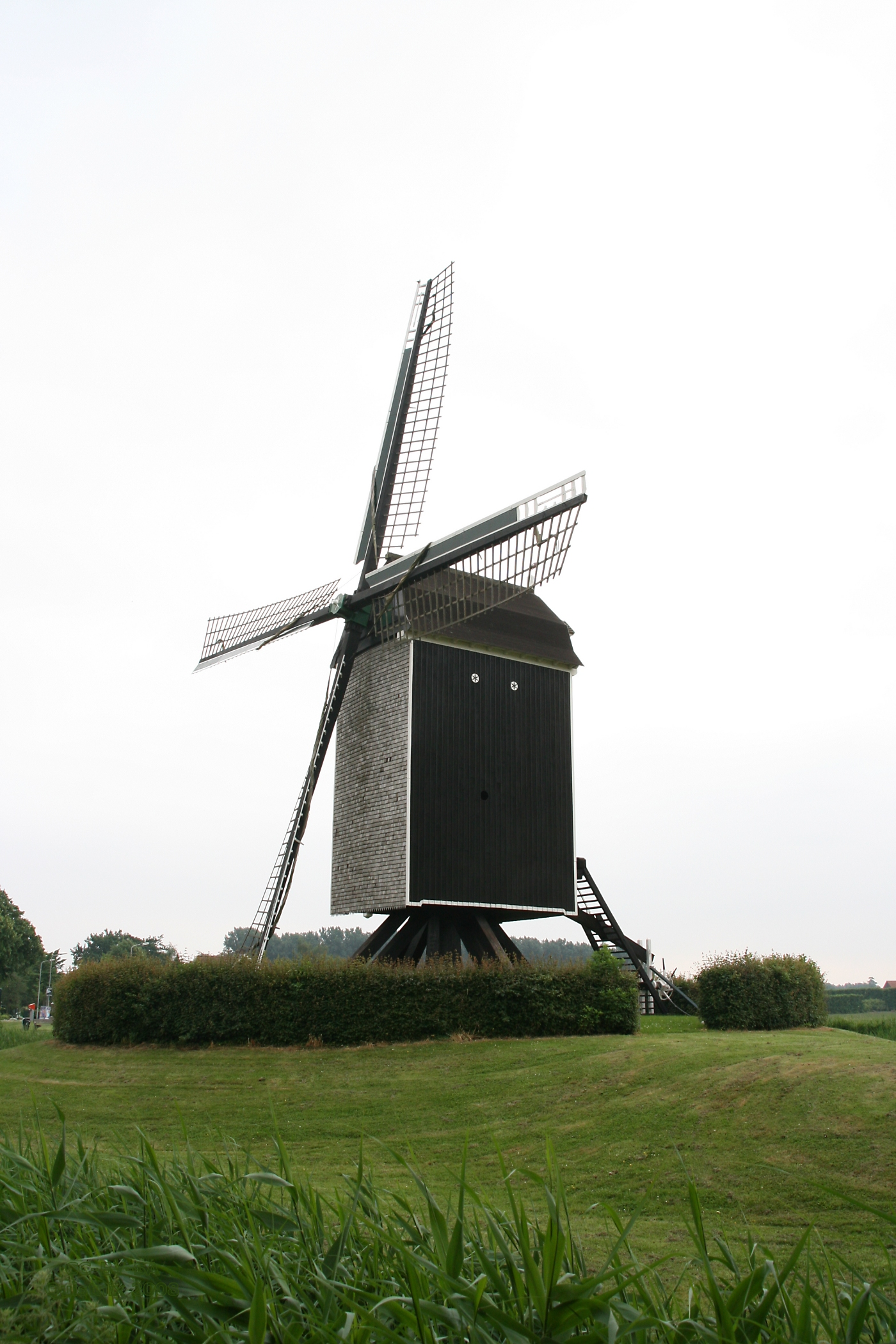
Вітряк De Hoed
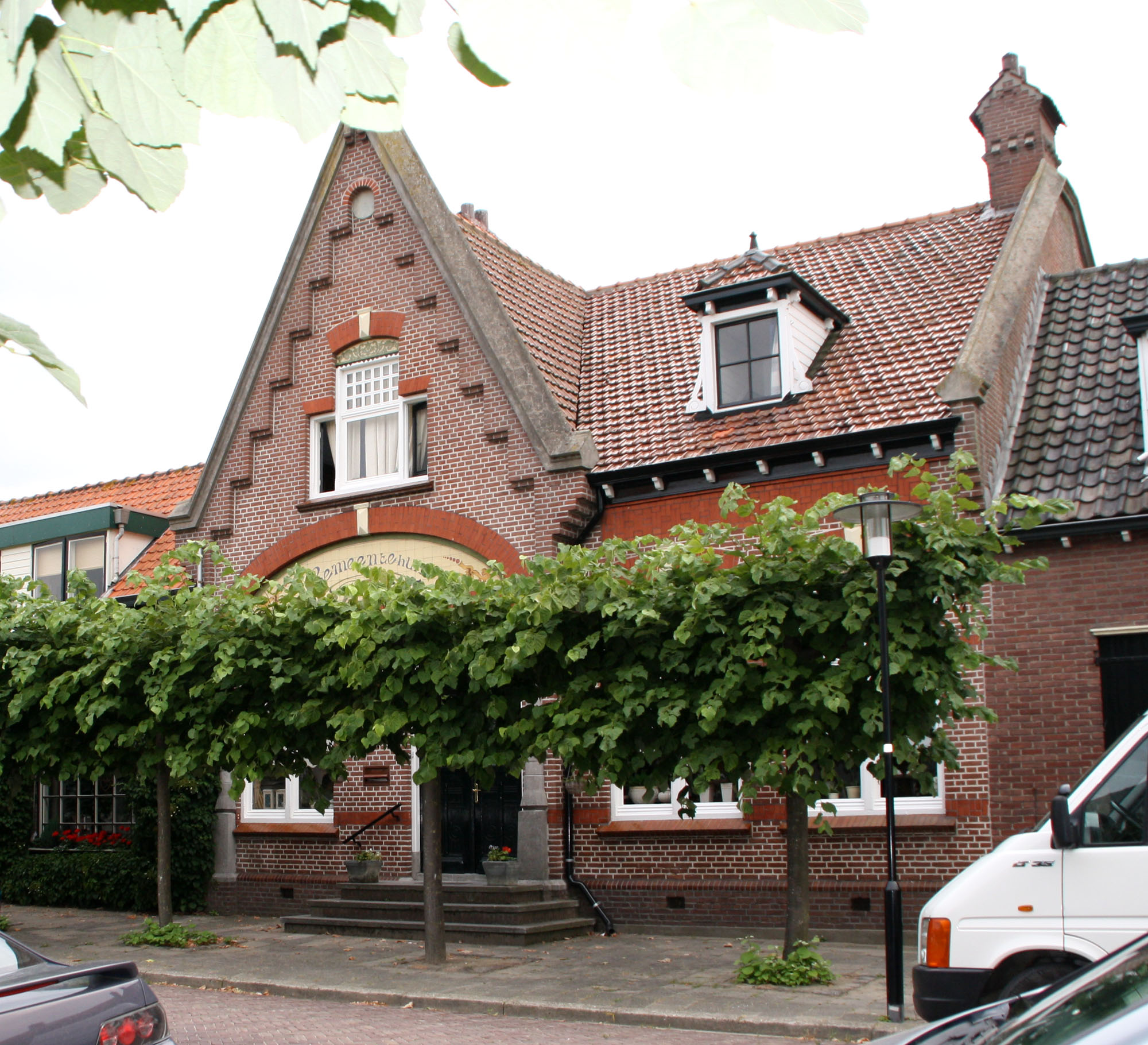
Будівля колишньої мерії